# طوماس ليوس
طوماس ليوس (بالإستونية: Toomas Leius)‏ مواليد 28 أغسطس 1941 في تالين، هو لاعب كرة مضرب إستوني سابق. وصل إلى نهائي دورة فرنسا المفتوحة للزوجي في سنة 1971 لكنه خسره.

## النهائيات

### الزوجي المختلط: 1 (0–1)
| الحصيلة | الرقم | السنة | الدورة                   | الشريك  | المنافس في النهائي           | النتيجة في النهائي |
| ------- | ----- | ----- | ------------------------ | ------- | ---------------------------- | ------------------ |
| الوصافة | 1.    | 1971  | دورة فرنسا المفتوحة 1971 | ويني شو | فرانسواز دور جان كلود باركلي | 2–6, 4–6           |

## روابط خارجية
- طوماس ليوس على موقع رابطة محترفي التنس (الإنجليزية)
- طوماس ليوس على موقع الاتحاد الدولي لكرة المضرب (الإنجليزية)
- طوماس ليوس على موقع كأس ديفيز (الإنجليزية)
- طوماس ليوس على موقع أرشيف التنس.كوم (الإنجليزية)
- طوماس ليوس على موقع بطولة ويمبلدون (الإنجليزية)